# Linia kolejowa nr 19
Linia kolejowa nr 19 – pierwszorzędna, głównie dwutorowa, zelektryfikowana linia kolejowa znaczenia państwowego, łącząca stację techniczną Warszawa Główna Towarowa z posterunkiem odgałęźnym Józefinów. Linia stanowi fragment międzynarodowej linii kolejowej C-E20 (Frankfurt (Oder) – Kunowice – Poznań – Łowicz – Warszawa/Skierniewice – Łuków – Terespol – Brześć).
Linię otwarto w 1932 roku, a 3 września 1955 roku zelektryfikowano na całej długości. Linia w całości została ujęta w kompleksową i bazową towarową sieć transportową TEN-Toraz sieć międzynarodowych linii transportu kombinowanego (AGTC). 

## Charakterystyka techniczna
Linia w całości jest klasy D3; maksymalny nacisk osi wynosi 221 kN dla lokomotyw oraz wagonów, a maksymalny nacisk liniowy wynosi 71 kN (na 1 metr bieżący toru). Sieć trakcyjna jest typu C120-2C i C95-C; jest przystosowana do maksymalnej prędkości do 110 km/h; obciążalność prądowa wynosi 1725/1150 A, a minimalna odległość między odbierakami prądu wynosi 20 m. Linia wyposażona jest w elektromagnesy samoczynnego hamowania pociągów.
Linia dostosowana jest, w zależności od odcinka, do prędkości od 60 km/h do 100 km/h, a jej prędkość konstrukcyjna wynosi 100 km/h. Obowiązują następujące prędkości maksymalne dla pociągów:
| Tor nieparzysty (kierunek: Józefinów) | Tor nieparzysty (kierunek: Józefinów) | Tor nieparzysty (kierunek: Józefinów) | kilometraż | kilometraż | Tor parzysty (kierunek: Warszawa Główna Towarowa) | Tor parzysty (kierunek: Warszawa Główna Towarowa) | Tor parzysty (kierunek: Warszawa Główna Towarowa) |
| Pociągi pasażerskie                   | Autobusy szynowe i EZT                | Pociągi towarowe                      | od         | do         | Pociągi pasażerskie                               | Autobusy szynowe i EZT                            | Pociągi towarowe                                  |
| 80                                    | 80                                    | 60                                    | 1,094      | 2,550      | 80                                                | 80                                                | 60                                                |
| 100                                   | 100                                   | 60                                    | 2,550      | 4,760      | 100                                               | 100                                               | 60                                                |
| 80                                    | 80                                    | 60                                    | 4,760      | 5,565      | 80                                                | 80                                                | 60                                                |
| 80                                    | 80                                    | 60                                    | 5,565      | 6,255      | odcinek jednotorowy                               | odcinek jednotorowy                               | odcinek jednotorowy                               |

## Ruch pociągów

### Pociągi towarowe
Linia została uwzględniona w Kolejowym Korytarzu Towarowym nr 8 Morze Północne – Morze Bałtyckie (RFC8), dlatego jest przede wszystkim wykorzystywana w ruchu towarowym. Pociągi są zasadniczo kierowane przez Warszawę Główną Towarową do Warszawy Czystych, Warszawy Pragi i Warszawy Wschodniej Towarowej.

## Galeria

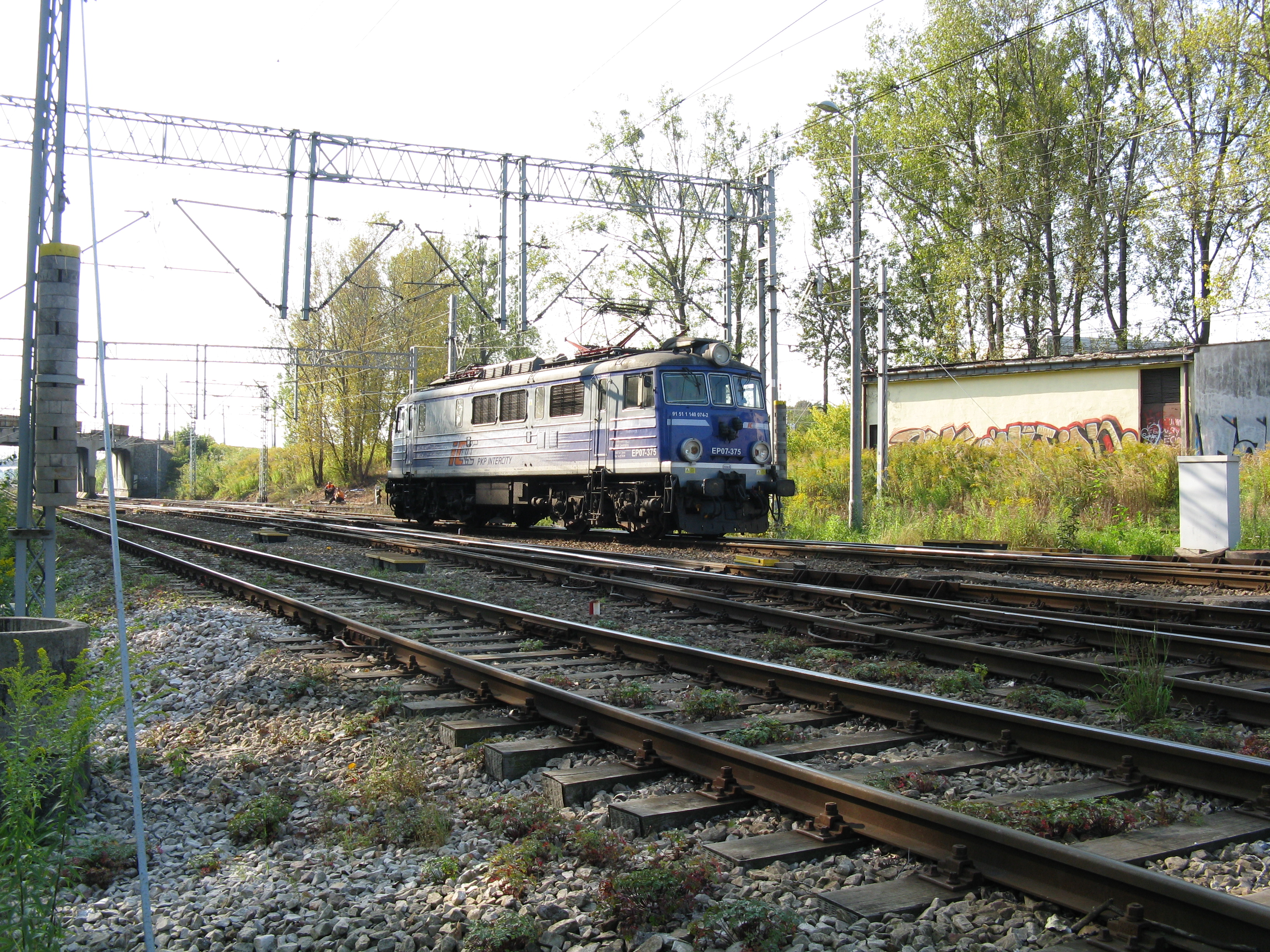
Linia nieopodal wiaduktu LK3